# Brilliant Trees
Brilliant Trees ist das erste Soloalbum des britischen Singer-Songwriters David Sylvian, das 1984 veröffentlicht wurde. Das Album erreichte den Spitzenplatz 4 in den Britischen Album-Charts und wurde von der British Phonographic Industry für Verkäufe von mehr als 100.000 Exemplaren mit Gold ausgezeichnet.

## Entstehung
Es war die erste Veröffentlichung nach der Auflösung seiner Band Japan im Dezember 1982. Das Album wurde mit den ehemaligen Japan-Bandmitgliedern, Steve Jansen und Richard Barbieri aufgenommen. AllMusic nannte das Album „eklektischen Stoff, bei dem Funk, Jazz und Ambient miteinander verschmelzen“. Weitere Musiker auf dem Album waren Danny Thompson am Kontrabass, Jon Hassell an der Trompete, Holger Czukay mit Horn und Diktaphon sowie Ryūichi Sakamoto an den Keyboards und Kenny Wheeler am Flügelhorn. Aufgenommen wurde es Ende 1983 in den Hansa Tonstudios in Berlin, mit dem Produzenten Steve Nye. Die Aufnahme war von erheblicher Bedeutung für Sylvians Schaffen. Die neue Arbeitsmethode im Studio und die emotionale Bandbreite seiner Kompositionen und Mitmusiker erweiterten den Umfang seiner Arbeit an dem Album radikal. Sylvian und Sakamoto hatten bereits bei den Singles Bamboo Houses und Forbidden Colours zusammengearbeitet und wollten damit die Zusammenarbeit weiter fortsetzen.

## Veröffentlichungen
Brilliant Trees erreichte in Großbritannien Platz 4, die bisher höchste Chartposition in Sylvians Karriere und enthält seinen größten Solohit, Red Guitar, der auf Platz 17 der britischen UK Singles Charts landete. Im Jahr 1994, zehn Jahre nach der Veröffentlichung, wurde das Album von der British Phonographic Industry für einen Verkauf von mehr als 100.000 Exemplaren mit Gold ausgezeichnet.
1991 wurde das Album in den USA als Brilliant Trees / Words with the Shaman wiederveröffentlicht. Das Album enthielt nun drei Singles von Words with the Shaman 1-3 des bisher nur auf Kompaktkassette erhältlichen Albums Alchemy: An Index of Possibilities.
2003 wurde die CD Brilliant Trees neu abgemischt und als limitierte Digipak-Version veröffentlicht. 2006 erschien eine Neuauflage in einer Standard-CD-Hülle. Das Albumcover für beide Veröffentlichungen wurde durch ein beschnittenes Foto von Sylvian des Original-Albums mit neuen Schriftarten im Titel ersetzt.
Im Februar 2019 erschien Brilliant Trees als Neuauflage mit einer monochromen Vinyl-Klapphülle, wiederum mit neuen Schriftarten im Titel. Hierfür wurde kein neues Audio-Mastering durchgeführt; Es wurde das Remaster von 2003 verwendet.

## Kritik
Brilliant Trees wurde von der zeitgenössischen, britischen Musikpresse gut angenommen. „Sylvian ist erwachsen geworden“, schrieb Caroline Linfield in der britischen Zeitschrift Sounds, „Er hat die Kunstschule verlassen, ist durch das Grau gegangen und kommt in einem Spektrum von Pastelltönen heraus, die uns fesseln. Vorbei sind die klischeehaften Bilder, die die Band Japan oft heimgesucht haben... er wurde ein Solokünstler, der mehr Respekt verdient, als sein schönes Gesicht erlaubt.“ In einer enthusiastischen Kritik kam Steve Sutherland, der die Band Japan nie mochte, im Melody Maker zu dem Schluss: „Brilliant Trees nimmt die eigentliche Gestalt an, die Sylvian in der Musik immer gesucht hat; Es ist ein Meisterwerk.“

## Titelliste
| Nr.    | Titel                                 | Länge |
| ------ | ------------------------------------- | ----- |
| 1.     | Pulling Punches (Sylvian)             | 5:02  |
| 2.     | The Ink in the Well (Sylvian)         | 4:30  |
| 3.     | Nostalgia (Sylvian)                   | 5:41  |
| 4.     | Red Guitar (Sylvian)                  | 5:09  |
| 5.     | Weathered Wall (Sylvian, Jon Hassell) | 5:44  |
| 6.     | Backwaters (Sylvian)                  | 4:52  |
| 7.     | Brilliant Trees (Sylvian, Hassell)    | 8:39  |
| Länge: | Länge:                                | 39:37 |

## Besetzung
- David Sylvian – Leadgesang, Gitarre, Klavier, Sampler, Synthesizer, Perkussion
- Steve Jansen – Schlagzeug, Synthesizer, Perkussion
- Holger Czukay – Horn, Stimmengeräusche, Gitarre, Diktaphone
- Wayne Braithwaite – Bassgitarre, Titel: A1, A4
- Ronny Drayton – Gitarre, Titel: A1, A4
- Richard Barbieri – Synthesizer, Titel: A1, B1
- Danny Thompson – Kontrabass, Titel: A2
- Kenny Wheeler – Flügelhorn, Titel: A2, A3
- Phil Palmer – Gitarre, Titel: A2, A3
- Steve Nye – Synthesizer, Titel: A3, A4
- Ryuichi Sakamoto – Synthesizer, Klavier, Titel: A4, B1, B3
- Mark Isham – Trompete, Titel: A1, A4
- Jon Hassell – Trompete, Titel: B1, B3

## Produktion
- David Sylvian – Produzent für Klangfarben Productions, Tonassistent
- Steve Nye – Produzent für Klangfarben Productions, Toningenieur, Tonmeister, Titel: A1, A3 to B1, B3
- P. Williams – Toningenieur
- Nigel Walker – Tonassistent, Titel: A1, B2
- Yuka Fujii – Coverfoto von David Sylvian